# Lista stacji metra w Erywaniu
Lista przedstawia stacje metra należące do systemu metra w Erywaniu.

## Zmiany nazw na przestrzeni lat
Niektóre ze stacji zmieniły swoje nazwy, głównie w wyniku dekomunizacji.
| Obecna nazwa                                            | Poprzednia nazwa                   | Lata      |
| ------------------------------------------------------- | ---------------------------------- | --------- |
| Marszal Baghramian (pol. Marszałek Bagramian)           | Saralangi                          | 1981–1982 |
| Hanrapetutian hraparak (pol. plac Republiki)            | Lenini hraparak (pol. plac Lenina) | 1981–1992 |
| Garegin Nyżdehi hraparak                                | Spandaryan hraparak                | 1987–1992 |
| Zorawar Andranik (stacja metra) (pol. Generał Andranik) | Hoktemberyan                       | 1989–1990 |

## Stacje

### Linia 1
| Stacja                                                  | Stacja (w języku ormiańskim) | Station (transkrypcja rosyjska) | Zdjęcie                                      | Linia             | Otwarcie        |
| ------------------------------------------------------- | ---------------------------- | ------------------------------- | -------------------------------------------- | ----------------- | --------------- |
| Barekamutiun (pol. Przyjaźń)                            | Բարեկամություն               | Дружба                          | Barekamutyun (Yerevan Metro)                 | ErevanMetroLigne1 | 7 marca 1981    |
| Marszal Baghramian (pol. Marszałek Bagramian)           | Մարշալ Բաղրամյան             | Маршал Баграмян                 | Marshal Baghramyan Metro Station             | ErevanMetroLigne1 | 7 marca 1981    |
| Jeritasardakan (pol. Młodzież)                          | Երիտասարդական                | Молодёжная/Еритасардакан        | Youth Station 11                             | ErevanMetroLigne1 | 8 marca 1981    |
| Hanrapetutian hraparak (pol. plac Republiki)            | Հանրապետության Հրապարակ      | Площадь Республики              | Metro Yerevan Republic Square metro station  | ErevanMetroLigne1 | 26 grudnia 1981 |
| Zorawar Andranik (stacja metra) (pol. Generał Andranik) | Զորավար Անդրանիկ             | Зоравар Андраник                | Metro Yerevan Zoravar Andranik metro station | ErevanMetroLigne1 | 26 grudnia 1989 |
| Sasunci Dawit                                           | Սասունցի Դավիթ               | Давид Сасунский                 | David of Sasun Metro Station 11 (4)          | ErevanMetroLigne1 | 7 marca 1981    |
| Gorcaranajin (pol. Fabryczna)                           | Գործարանային                 | Заводская/Горцаранаин           | Gortsaranain0833                             | ErevanMetroLigne1 | 11 czerwca 1983 |
| Szengawit                                               | Շենգավիթ                     | Шенгавит                        |                                              | ErevanMetroLigne1 | 26 grudnia 1985 |
| Garegin Nyżdehi hraparak                                | Գարեգին Նժդեհի Հրապարակ      | Площадь Гарегина Нжде           | Garegin Nzhdeh Square (Yerevan Metro)        | ErevanMetroLigne1 | 4 stycznia 1987 |
| Czarbach                                                | Չարբախ                       | Чарбах                          | Charbakh metro 2                             | ErevanMetroLigne1 | 26 grudnia 1996 |